# Arthur Laffer
Arthur Betz Laffer (IPA: /ˈlæfər/), född 14 augusti 1940 i Youngstown, Ohio, är en amerikansk nationalekonom. Han är mest känd för Lafferkurvan som illustrerade hans idéer om att skatteintäkten kunde öka om skattenivån minskade. Dessa idéer fick genomslag i USA under 1980-talet och påverkade den ekonomiska politik som fördes under Reaganadministrationen.

## Biografi
Laffer studerade nationalekonomi vid Yale University där han tog bachelorexamen (B.A.) 1963 och därefter internationell ekonomi vid Stanford University där han tog M.B.A.-examen 1965 och doktorsexamen (Ph.D.) 1972.
Han var 1970–1972 chefsekonom vid Office of Management and Budget inom USA:s presidentkansli. Vid denna tid fick han uppmärksamhet för sina ekonomiska teorier inom utbudsekonomi, som hävdade att en minskning av de federala skatterna skulle leda till ökad ekonomisk tillväxt och i det långa loppet till ökade statliga intäkter, vilket ledde till Lafferkurvan. Han undervisade vid University of Chicago 1974–1976, University of Southern California 1976–1984 och Pepperdine University 1984–1987. Laffer var också verksam som konsult vid USA:s finansdepartement och USA:s försvarsdepartement åren 1972–1977, och även som politisk konsult från 1970-talet, i den egna firman Laffer Associates. Han var ekonomisk rådgivare till president Ronald Reagan under 1980-talet, och rådgivare till president Donald Trump i samband med dennes valkampanj 2016.
1986 gjorde Laffer ett misslyckat försök att bli invald i USA:s senat som republikansk kandidat.
Laffer tilldelades 2019 Presidentens frihetsmedalj av USA:s president Donald Trump.

### Lafferkurvan

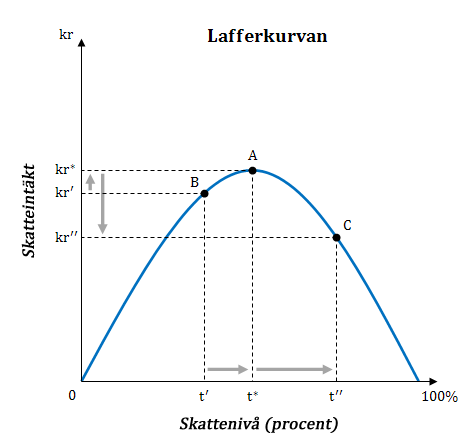
Lafferkurvans principiella utseende, med skattenivån på x-axeln och skatteintäkten på y-axeln. Exempel: Antag att skattenivån höjs från t' till t*, vilket innebär ett förflyttning till höger längs kurvan från punkt B till punkt A. Detta leder till högre skatteintäkter eftersom A > B. Antag sedan skatten höjs igen till, vilket innebär fortsatt förflyttning till höger från punkt A till punkt C. Detta leder till lägre skatteintäkter, trots högre skattenivå, eftersom C < A.

Laffers ekonomiska teorier gällande sambandet mellan skattenivån och skatteintäkter illustrerade han med Lafferkurvan. Kurvan illustrerar att vid någon skattenivå kommer en ytterligare ökning av skattesatsen att leda till minskade skatteintäkter. Detta inträffar eftersom de högre skattesatserna ger ett ökat incitament för personer och företag för att inte tjäna beskattningsbara inkomster, eller att försöka undandra dessa inkomster från beskattning. Om skattesatserna är så höga, kommer en minskning av skattesatsen att leda till ökade skatteintäkter.
Det fenomen som Laffer beskrev var redan principiellt känt för nationalekonomer inom offentlig ekonomi, men betraktades som en intellektuell kuriositet utan betydelse för praktisk ekonomisk politik. I slutet av 1970-talet blev Laffer den förste ekonom som framhöll att fenomenet kunde tillämpas i skattepolitiken, för att ta fram förslag att förändra den amerikanska inkomstskatten. Laffers teorier och data gällande Lafferkurvan som togs fram av andra ekonomer, ledde till ett ökat intresse bland nationalekonomer för att studera de incitamentseffekter som orsakades av skattesystemet.
Vissa andra nationalekonomers kritik mot Laffers teorier gällde inte kurvan som sådan, utan var längs kurvan som USA befann sig, det vill säga om sänkta skatter verkligen skulle leda till ökade skatteintäkter i USA vid denna tid, slutet av 1970-talet och 1980-talet. Laffer visade sig ha fel gällande den amerikanska ekonomin som helhet, men visade sig ha rätt för en liten grupp höginkomsttagare som tjänade mer än 200 000 dollar per år. När Laffer framförde sina idéer betalade personer i detta inkomstskikt en marginalskatt mellan 50 procent och 70 procent.
Reagans ekonomiska plan då han tillträdde som president 1981 tros ha baserats på antagandet, i linje med Laffers teorier, att en sänkt marginalskatt skulle öka skatteintäkterna. Skattesänkningen visade sig leda till en minskning av skatteintäkterna, men intäktsminskningen visade sig vara mindre än vad andra ekonomer hade beräknat, beroende på att inkomsttagare i vissa inkomstskikt betedde sig i enlighet med Laffers teorier.